# Dayron Márquez
Jaime Dayron Márquez Gutiérrez (* 11. Juni 1983 in Pradera) ist ein kolumbianischer Leichtathlet, der sich auf den Speerwurf spezialisiert hat.

## Sportliche Laufbahn
Erste Erfahrungen bei internationalen Meisterschaften sammelte Dayron Márquez im Jahr 2000, als er bei den Jugendsüdamerikameisterschaften in Bogotá mit einer Weite von 62,44 m die Silbermedaille mit dem 700-g-Speer gewann. Im Jahr darauf gewann er dann bei den Juniorensüdamerikameisterschaften in Santa Fe mit 67,35 m die Silbermedaille und wurde kurz darauf bei den Panamerikanischen Juniorenmeisterschaften ebendort mit 64,18 m Vierter. 2002 schied er bei den Juniorenweltmeisterschaften in Kingston mit 60,25 m in der Qualifikationsrunde aus. 2006 belegte er bei den Südamerikameisterschaften in Tunja mit 69,93 m den sechsten Platz und 2008 gewann er bei den Zentralamerika- und Karibikmeisterschaften (CAC) in Cali mit einem Wurf auf 74,37 m die Silbermedaille hinter dem Kubaner Anier Boué. Auch bei den CAC-Meisterschaften 2009 in Havanna gewann er mit 78,91 m die Silbermedaille, diesmal hinter dem Kubaner Guillermo Martínez und anschließend siegte er bei den Juegos Bolivarianos in Sucre mit einer Weite von 73,70 m. Im Jahr darauf sicherte er sich bei den Ibero-Amerikanischen Meisterschaften in San Fernando mit 74,77 m die Bronzemedaille hinter Guillermo Martínez und dem Paraguayer Víctor Fatecha. Anschließend gewann er bei den Zentralamerika- und Karibikspielen in Mayagüez mit 76,31 m die Silbermedaille hinter seinem Landsmann Arley Ibargüen.
2011 gewann er dann bei den Südamerikameisterschaften in Buenos Aires mit 73,15 m die Silbermedaille hinter Landsmann Arley Ibargüen und anschließend gewann er bei den CAC-Meisterschaften in Mayagüez mit 74,07 m die Bronzemedaille hinter dem Kubaner Martínez und Landsmann Ibargüen. Im Jahr darauf sicherte er sich bei den Ibero-Amerikanischen Meisterschaften in Barquisimeto mit 76,48 m die Bronzemedaille hinter dem Argentinier Braian Toledo und Ibargüen und nahm anschließend an den Olympischen Spielen in London teil, verpasste dort aber mit einer Weite von 77,59 m den Finaleinzug. 2013 gewann er bei den Juegos Bolivarianos in Trujillo mit 73,84 m die Silbermedaille hinter dem Paraguayer Víctor Fatecha und im Jahr darauf nahm er an den Südamerikaspielen in Santiago de Chile teil und gewann dort mit einem Wurf auf 75,11 m die Bronzemedaille hinter Fatecha und dem Brasilianer Júlio César de Oliveira. Anschließend siegte er mit 78,80 m bei den Ibero-Amerikanischen Meisterschaften in São Paulo und wurde beim Panamerikanischen Sportfestival in Mexiko-Stadt mit 76,23 m Fünfter. Daraufhin erreichte er bei den Zentralamerika- und Karibikspielen in Xalapa mit 75,68 m auf Rang vier.
2015 klassierte er sich bei den Südamerikameisterschaften in Lima mit 74,10 m auf dem vierten Platz und erreichte anschließend bei den Panamerikanischen Spielen in Toronto mit 75,86 m Rang sechs. Im Jahr darauf gewann er bei den Ibero-Amerikanischen Meisterschaften in Rio de Janeiro mit 80,08 m die Silbermedaille hinter Ibargüen und stellte anschließend in Medellín mit 82,39 m einen neuen Landesrekord auf. 2017 gewann er bei den Juegos Bolivarianos in Santa Marta mit 76,75 m die Silbermedaille hinter Ibargüen und 2019 siegte er bei den Südamerikameisterschaften in Lima mit einem Wurf auf 78,00 m. Anschließend wurde er bei den Panamerikanischen Spielen ebendort mit 73,99 m Achter.
In den Jahren 2010, 2011 und 2014 wurde Márquez kolumbianischer Meister im Speerwurf.